# 자청비
자청비(自請妃)는 제주도의 전통신화인 세경본풀이에 등장하는 농경의 여신이다. 남편인 문도령, 노비인 정도령과 함께 제주도의 세경신으로 손꼽히며 자청비는 그 중에서도 중세경에 해당한다.